# Немецкая оккупация Прибалтики во время Второй мировой войны

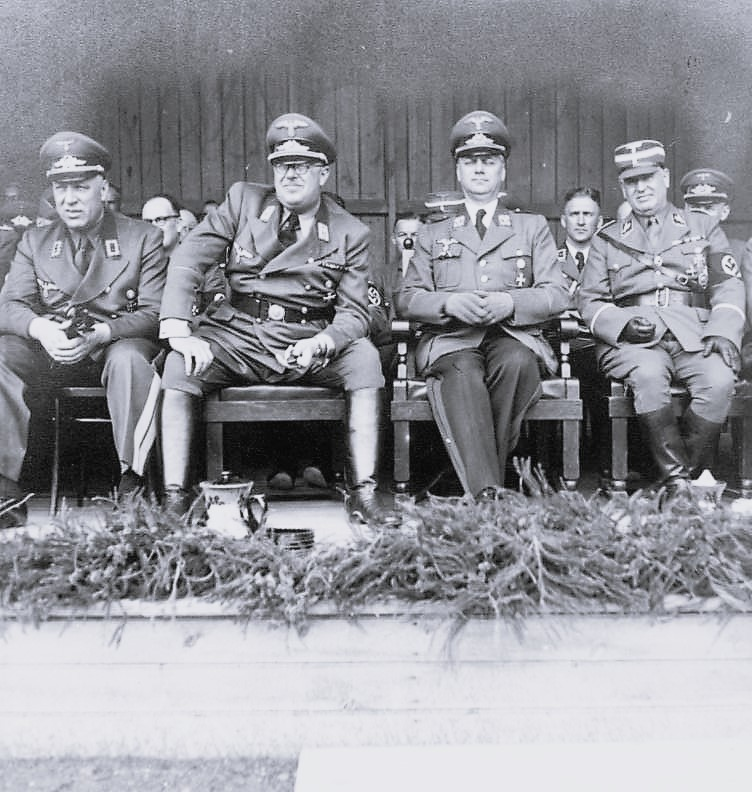
Генеральный комиссар Латвии Отто-Генрих Дрекслер, рейхскомиссар Эстонии Хинрих Лозе, рейхсминистр по делам оккупированных восточных территорий Альфред Розенберг и офицер СС Эберхард Медем в 1942 году.

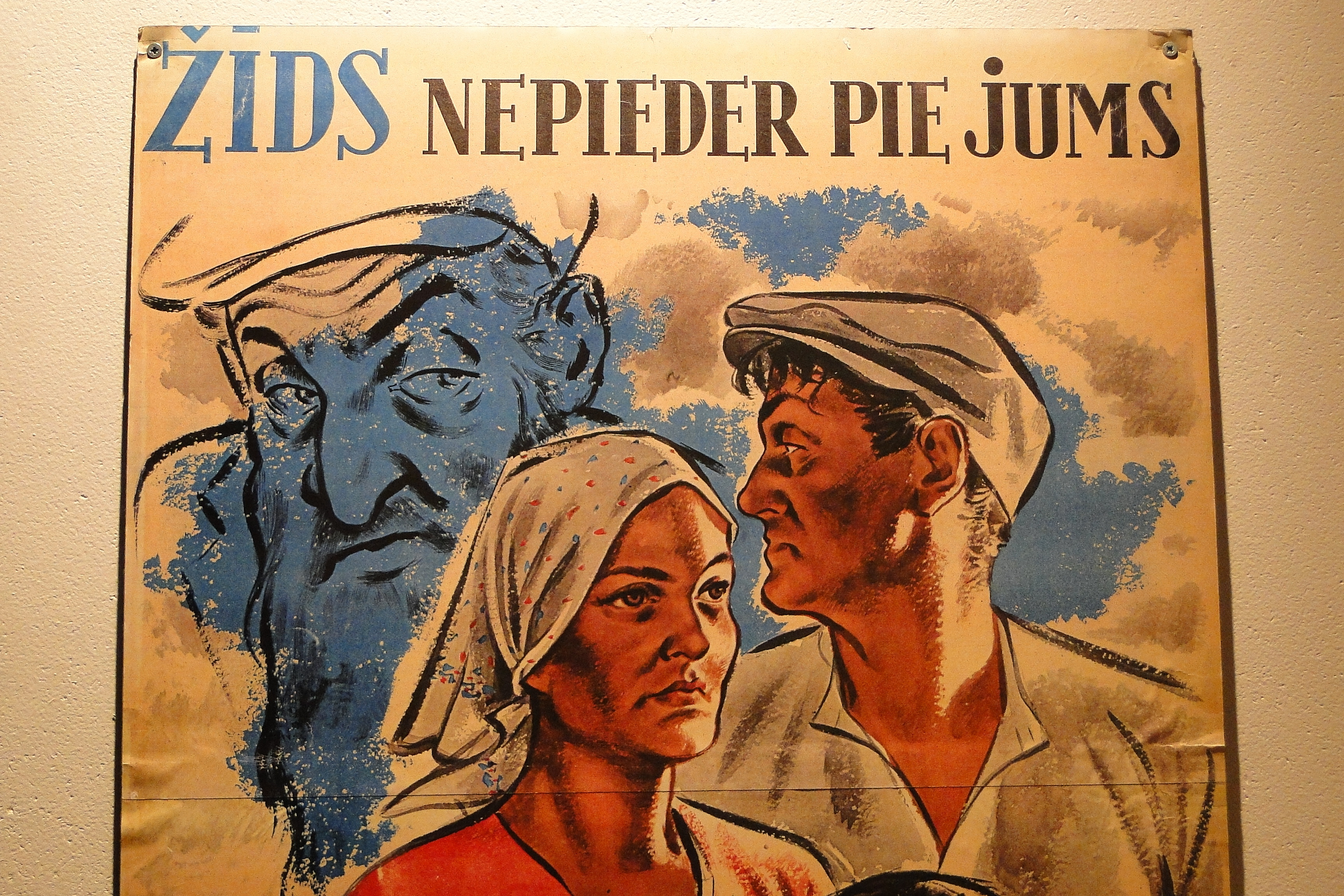
Нацистский антисемитский плакат на латышском языке. Музей оккупации Латвии — Рига — Латвия

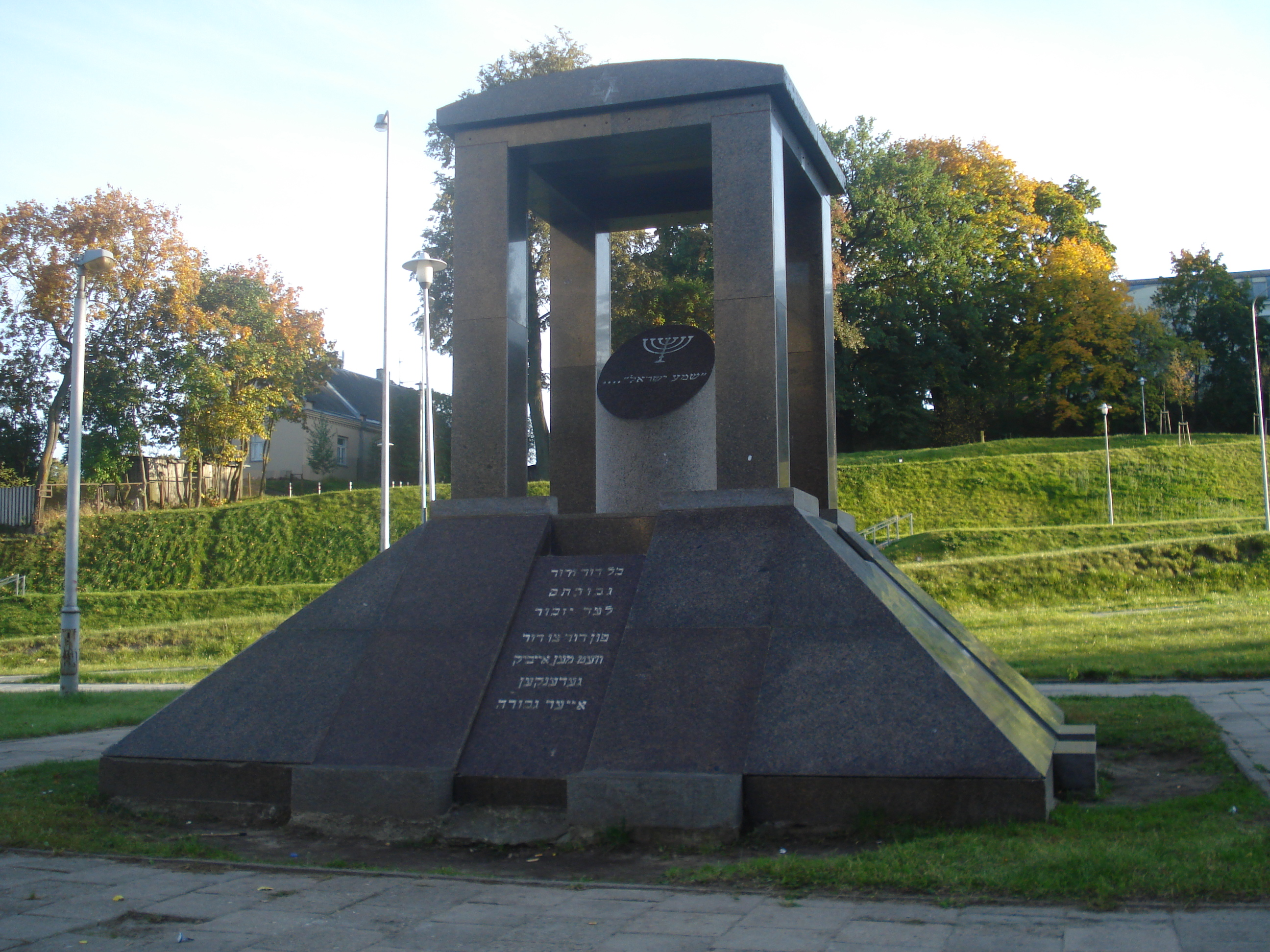
Мемориал жертвам Холокоста недалеко от бывшего концлагеря на улице Субачяус, Вильнюс

Немецкая оккупация прибалтийских государств во время Второй мировой войны проходила во время операции «Барбаросса» с 1941 по 1944 год. Многие эстонцы, латыши и литовцы рассматривали немцев как благодетелей, которые вернули бы им национализированное государством имущество. Они также надеялись на восстановление независимости, но вместо этого немцы создали на их территории Временное правительство. Во время оккупации немцы осуществляли дискриминацию населения, массовые депортации и массовые убийства.
Согласно Германо-Советскому Пакту 1939 года Прибалтика отошла к сфере влияния СССР. Немцы озаботились за дальнейшую судьбу Прибалтики и начали эвакуацию балтийских немцев. С октября по декабрь 1939 года немцы эвакуировали 13 700 человек из Эстонии и 52 583 — из Латвии. Переселенцы были перемещены на польские территории, отошедшие к нацистской Германии. С 22 июня 1941 года немцы проводили операцию «Барбаросса», в результате которой они пересекли границы СССР, подбираясь и к Прибалтике.
В июне 1941 года, как только в Прибалтике узнали о нападении Германии на Советский Союз, там начались первые антисоветские восстания. Повстанцы выступившие против советских гарнизонов, быстро сложили оружие перед немецкими войсками. Немецкое командование первоначально поддерживало активность повстанцев, оказывая им материально-техническую помощь.
Когда немецкие войска подошли к Риге и Таллину, здесь предпринимались попытки восстановить национальные правительства. Политические надежды местного населения скоро рассеялись. Тогда местное население стало выступать против нацистского режима. Нацистская Германия в одностороннем порядке объявила себя правопреемницей всех трех прибалтийских стран.
Прибалтийские народы были признаны немцами «вымирающей расой», которую было необходимо «заменить на более динамичных людей», подразумевая немцев. Нацистский план по колонизации завоеванных территорий на востоке, называется Генеральный план Ост (Generalplan Ost). Этот план подразумевал депортацию около двух третей коренного населения с территорий стран Балтии. Оставшаяся треть должна была либо быть уничтожена на месте, либо использоваться для рабского труда или онемечена. В то же время сотни тысяч немецких поселенцев должны были быть переселены на завоеванные территории. Адольф Гитлер объявил на конференции 16 июля 1941 года, что Прибалтика должна была быть присоединена к Германии в кратчайшие сроки. Некоторые нацистские идеологи предложили переименовать государства — Эстонию в Peipusland, а Латвию в Dünaland, когда они станут немецкими провинциями.
Во время войны нацистской расовой политики в основном была направлена против евреев, что привело к массовым казням еврейского населения.
К концу войны, когда стало ясно, что Германия будет разгромлена, многие прибалты, что особенно характерно для Эстонии и Латвии, вновь присоединились к немцам. Они надеялись, что за участии в войне на стороне немцев балтийским странам будет оказана поддержка Запада в деле независимости от СССР. В Латвии 13 августа 1943 года была образована подпольная националистическая рада. Аналогичный орган был создан в Литве (Верховный комитет освобождения Литвы) 25 ноября 1943 года. 23 марта 1944 года был основан Национальный комитет Эстонской Республики в подполье. В Литве партизаны активно использовали «фактор Запада» для поддержания боеспособности отрядов и мобилизации новых сил. Однако отсутствие реальной военной поддержки со стороны западных стран стало причиной ослабления, а затем и полного прекращения вооруженного сопротивления политике советизации.
В 2000 году заместитель Государственного секретаря США выражал удивление тем, что прибалтийские страны активно осуждали функционеров советской оккупации, но не осудили ни одного нациста.

## Оккупация Эстонии нацистской Германией

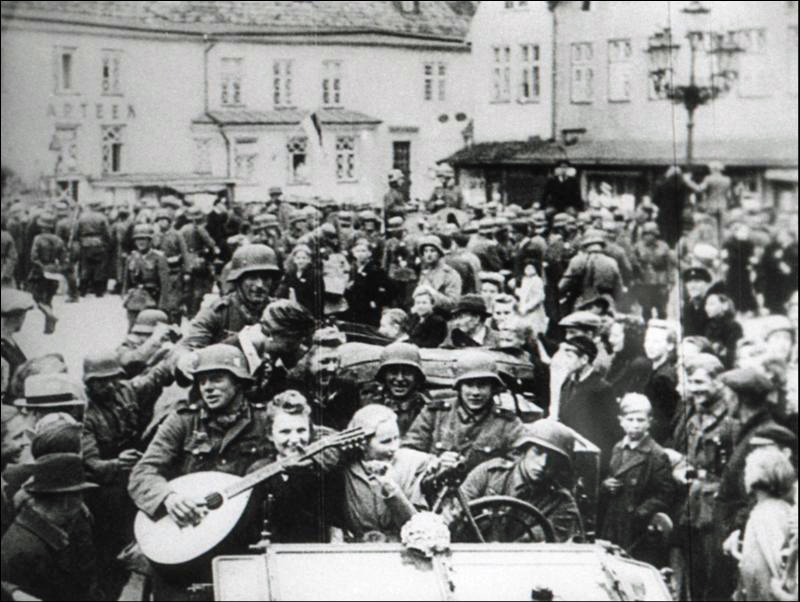
Встреча немецких войск в Таллине,
28 августа 1941 года

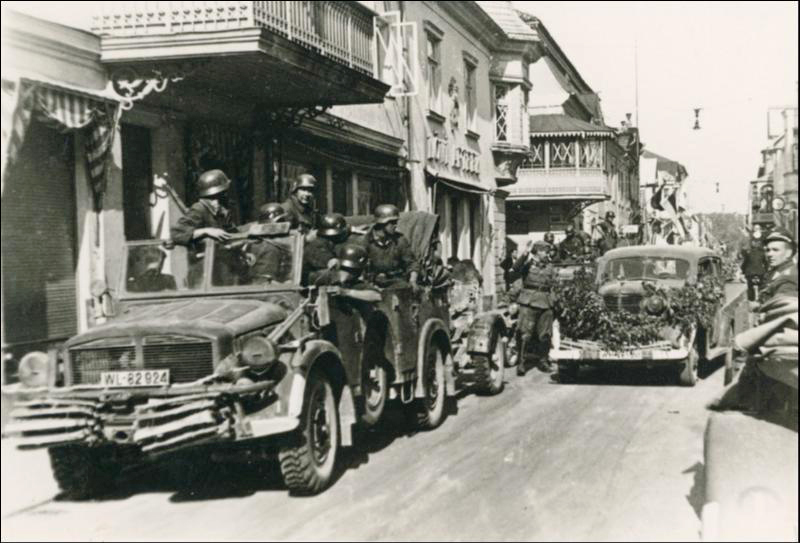
Вступление немецких войск в Пярну, 1941 год

Напав на Советский Союз 22 июня 1941 года, войска вермахта в июле уже был в Эстонии.
Многие эстонцы считали, что с изгнанием немцами советских войск из Эстонии станет возможным восстановить независимости страны, поэтому около 20 000  эстонцев добровольно вступили в ряды немецкой армии с целью уничтожить советскую власть. 29 июля 1941 года премьер-министр Юри Улуотс отправил находившемуся в Вильянди командующему немецкой 18-я армией генералу Георгу фон Кюхлеру дипломатическо-политический меморандум, в котором требовал признания суверенитета Эстонской Республики. Немецкие оккупационные власти сформировали Эстонское Самоуправление (эст. Eesti Omavalitsus), однако не собирались предоставлять Эстонии самостоятельность.
Немцы грабили страну и развязали Холокост. Эстония была включена в состав германской провинции Остланд. 70 000 эстонцев были мобилизованы в германские вооруженные силы (включая в войска СС).
К январю 1944 года, после наступления на фронтах Красной армии, несколько тысяч эстонцев, которые присоединились к финской армии, вернулись обратно на родину через Финский залив.

## Оккупация Латвии нацистской Германией
К 10 июля 1941 года немецкие вооруженные силы оккупировали всю территорию Латвии. Латвия стала частью нацистской Германии, как её провинции. Те, кто противился немецкому оккупационному режиму, а также те, кто сотрудничал с Советской властью были убиты или отправлены в концлагеря.
В годы оккупации население Латвии погибало не только на полях сражений. В годы нацистской оккупации немцы истребили 18 000 латышей, около 70 000 евреев и 2000 цыган — в общей сложности около 90 000 человек. Немецкий оккупационный режим пытался вовлечь местное население в военные преступления. Немцами были созданы отряды латвийской самообороны, подразделения полиции, вспомогательные отряды, которые провели часть кампании террора.
В 1943 и 1944 годах для борьбы против Красной Армии были сформированы два подразделения войск СС из латышских добровольцев.
Латыши также сопротивлялись немецкой оккупации. В Латвии было создано движение сопротивления, советские партизанские отряды, подчиняющиеся Центральному штабу партизанского движения в Москве. Их командиром был Артур Спрогис.

## Оккупация Литвы нацистской Германией
Оккупация Литвы нацистской Германией относится к периоду начала немецкого вторжения в Советский Союз и проходила с 22 июня 1941 года по 28 января 1945 года. Сначала немцев встречали как благодетелей, которые могли бы вернуть богатым национализированное государством имущество. В надежде восстановить в Литве независимость или хотя бы получить автономию, литовцы организовали местное Временное правительство. Но вскоре литовское отношение к оккупации изменилось. Нацисты считали литовцев одной из низших рас и эксплуатировали их в интересах Третьего Рейха.